# Giorni felici (singolo)
Giorni felici è un singolo del cantautore italiano Giorgio Poi, pubblicato il 29 ottobre 2021 dall'etichetta Bomba Dischi e Island Records.
Il brano è stato realizzato in concomitanza con l'uscita del fumetto omonimo di ZUZU, che ha curato anche la copertina del singolo.

## Tracce
Testi e musiche di Giorgio Poi.
1. Giorni felici – 3:57